# باول جيمس (لاعب اتحاد الرغبي)
باول جيمس (بالإنجليزية: Paul James)‏ هو لاعب اتحاد الرغبي بريطاني، ولد في 13 مايو 1982 في نيث ‏ في المملكة المتحدة.

## وصلات خارجية
- باول جيمس على موقع دوري الرغبي الممتاز (الإنجليزية)
- باول جيمس عل موقع إسبنسكروم (الإنجليزية)
- باول جيمس على موقع ItsRugby.co.uk (الإنجليزية)